# August Blues Festival
August Blues Festival (denumit inițial  Augustibluus) este o manifestare dedicată muzicii blues care are loc anual in orașul Haapsalu, Estonia. Festivalul are loc în Castelul Haapsalu și încă de la prima ediție, din 1993, a devenit cel mai important eveniment de acest gen din Estonia. Pe lângă  muzicienii locali, festivalul a fost gazda unor insteumentiști din țări ca Finlanda, Suedia și Statele Unite ale Americii.